# Sebring, Ohio
Sebring là một làng thuộc quận Mahoning, tiểu bang Ohio, Hoa Kỳ. Năm 2010, dân số của làng này là 4420 người.

## Dân số
- Dân số năm 2000: 4912 người.
- Dân số năm 2010: 4420 người.